# DJ POPO
DJ POPO（本名：藤井 直樹（ふじい なおき）、1981年9月29日 - ）は、日本のDJ、ソングライター、音楽プロデューサー。DJ以外での活動名義はPOPO、群馬県出身。血液型A型。

## 経歴
レコード会社のプロモーターとして 『Cyber TRANCE』『TRANCE RAVE』を中心に『club MESSIA・パイロン・TwinStar・club LUV』などでPLAY。MAY'Sなど色々なアーティストのバックDJとして活動。2012年、WonderGOO限定でMIX CD「BEAT STACK01」をリリース。2012年、アイドルグループ「湯けむり☆美少女」や「Spangirl」など音楽プロデューサーとして活動。 

## 作品
恋ノ歌 ～キミに出逢えて～ / 三浦サリー

## 参加作品
| 発表日        | タイトル                                  | 歌手     | 作詞     | 作曲 | 編曲     | 収録作品                                                   | 備考  |
| 2013年3月17日 | 湯けむり☆美少女                           | Spangirl | POPO     | 若G  | 福島貴夫 | 湯けむり☆美少女                                            | 1曲目 |
| 2014年6月22日 | HATE MYSELF～こんなジブンを愛せる日まで～ | ILoVU    | 溝口貴紀 | 毛蟹 | POPO     | HATE MYSELF～こんなジブンを愛せる日まで～（remix version） | 4曲目 |